# Aeroporto Internacional "Francisco García de Hevia" de La Fría
O Aeroporto Internacional "Francisco García de Hevia" da Fria (código IATA: LFR, código OACI: SVLF), está situado a cerca de 40 quilômetros ao norte da localidade de San Cristóbal (Venezuela). 
Espera-se que se torne a porta de entrada de San Cristobal, uma vez que, após a conclusão da rodovia San Cristóbal-La Fría, a viagem entre as duas cidades levará cerca de 30 minutos. Um dos principais planos da companhia aérea é estabelecer La Fria como um ponto de desenvolvimento endógeno para a área "llanera" conectando-os com pequenos voos comerciais para a cidade de Barinas.
O aeroporto internacional "Francisco Garcia de Hevia" de La Fría, estado de Táchira, planeja iniciar operações comerciais com dois voos semanais a partir de 18 de outubro. De acordo com um comunicado de imprensa do Ministério dos Transportes Aquáticos e do Ar, para a reabilitação geral do referido terminal aéreo, investirão 62 milhões de bolívares.
As obras contemplam a remodelação na plataforma de estacionamento das aeronaves e a colocação de ar condicionado nas áreas do terminal. O chefe da empresa, Hébert Josué García Plaza, também informou que cada voo terá uma capacidade de 70 passageiros e subsequentemente aumentará de acordo com as necessidades. 
Eles também irão coordenar com as companhias aéreas Rutaca e Aeroandina para aumentar esses voos. Garcia Plaza disse que, no processo de reabilitação, desenvolverá um terminal de carga, como uma porta de entrada para a produção agrícola e animal que tem a entidade andina, que serve de conexão com o Mercado Comum do Sul (Mercosul). Ele acrescentou que o trabalho está sendo feito sobre a possível projeção de um hotel para este terminal e será planejado para abrir voos desta área para o "Pérola do Caribe" e transformar este aeroporto em um aeroporto internacional.